# AWD 디스커넥터
전기차용 AWD 디스커넥터는 전기차의 모터와 구동축을 주행 상황에 따라 분리하거나 연결하는 장치이다.

## 상세
전기차용 AWD 디스커넥터는 현대트랜시스가 최초 개발했으며, 2021년 5월 12일 공개했다. 이 장치는 전기차의 감속기에 부착해 AWD가 불필요한 상황에서 보조 구동축의 연결을 끊어 2WD로 전환해 동력 효율 향상 및 주행거리를 늘린다. 동력 효율은 약 6~8% 정도 향상되며, 탑재성이 용이해 전기차의 공간활용도도 높인다.
2021년 기준 E-GMP에 적용되고 있으며, 처음 적용된 차량은 현대자동차의 아이오닉 5이다.

## 현황
현재 AWD 시스템을 적용하는 차량이 증가하고 있는 추세이며, 북미의 경우 판매 차량의 30%가 AWD이다. 전기차도 안전성을 위해 AWD 시스템을 선택하는 경우가 많으며, 앞으로도 계속될 전망이다.

## 같이 보기
- 4륜구동
- 전륜구동
- 후륜구동
- 전기자동차
- 현대트랜시스